# Taça da Liga de 2009–10 – 3ª Eliminatória
A 3ª Eliminatória da Taça da Liga 2009/2010 ocorreu após a 1ª e a 2ª Eliminatória e determinou os semi-finalistas da competição.

## Estrutura da Eliminatória
O sorteio da 3ª Eliminatória realizou-se a 24 de Novembro de 2009, e ditou os seguintes grupos:
| Cor da tabela                 |
| Apurados para as Meias-Finais |
| Melhor 2º classificado        |

| Alinhamento das Equipas |                      |                 |                      |
| #                       | Grupo A              | Grupo B         | Grupo C              |
| I                       | Porto                | Sporting        | Benfica              |
| II                      | Leixões              | Braga           | Nacional da Madeira  |
| III                     | Estoril Praia        | Trofense        | Rio Ave              |
| IV                      | Académica de Coimbra | União de Leiria | Vitória de Guimarães |

| Disposição das Jornadas   |                            |                            |
| 1ª Jornada (3 de Janeiro) | 2ª Jornada (13 de Janeiro) | 3ª Jornada (23 de Janeiro) |
| #I vs #II & #III vs #IV   | #II vs #III & #I vs #IV    | #I vs #III & #II vs #IV    |

### Grupo A
| Equipa (Liga)             | Pts | J | V | E | D | GM | GS | +/- |
| ------------------------- | --- | - | - | - | - | -- | -- | --- |
| Porto (LS)                | 7   | 3 | 2 | 1 | 0 | 3  | 0  | +3  |
| Académica de Coimbra (LS) | 7   | 3 | 2 | 1 | 0 | 3  | 1  | +2  |
| Leixões (LS)              | 1   | 3 | 0 | 1 | 2 | 1  | 3  | -2  |
| Estoril Praia (LV)        | 1   | 3 | 0 | 1 | 3 | 2  | 5  | -3  |

| (Liga)Equipa 1            | Resultado | Equipa 2(Liga)            |
| ------------------------- | --------- | ------------------------- |
| (LS) Académica de Coimbra | 2 - 1     | Estoril Praia (LV)        |
| (LS) Porto                | 1 - 0     | Leixões (LS)              |
| (LV) Estoril Praia        | 1 - 1     | Leixões (LS)              |
| (LS) Académica de Coimbra | 0 - 0     | Porto (LS)                |
| (LV) Estoril Praia        | 0 - 2     | Porto (LS)                |
| (LS) Leixões              | 0 - 1     | Académica de Coimbra (LS) |

| 3 de Janeiro | Académica de Coimbra | 2 - 1     | Estoril Praia | Estádio Cidade de Coimbra, Coimbra |
| 16:00        | Éder 11' · Lito 41'  | Relatório | Antchouet 68' | Público: 829 Árbitro: João Capela  |

| 5 de Janeiro | Porto        | 1 - 0     | Leixões | Estádio do Dragão, Porto              |
| 19:45        | Varela 45+1' | Relatório |         | Público: 16,817 Árbitro: Vasco Santos |

| 13 de Janeiro | Estoril Praia | 1 - 1     | Leixões         | Estádio António Coimbra da Mota, Cascais |
| 18:00         | Erick 59'     | Relatório | Tiago Cintra 9' | Público: 345 Árbitro: André Gralha       |

| 13 de Janeiro | Académica de Coimbra | 0 - 0     | Porto | Estádio do Dragão, Porto              |
| 19:00         |                      | Relatório |       | Público: 1,607 Árbitro: João Ferreira |

| 23 de Janeiro | Estoril Praia                  | 0 - 2     | Porto | Estádio António Coimbra da Mota, Cascais |
| 20:15         | Belluschi 53' · Orlando Sá 77' | Relatório |       | Público: 3,834 Árbitro: João Capela      |

| 23 de Janeiro | Leixões | 0 - 1     | Académica de Coimbra | Estádio do Mar, Matosinhos                   |
| 20:15         |         | Relatório | Sougou 62'           | Público: 1,192 Árbitro: Olegário Benquerença |

### Grupo B
| Equipa (Liga)        | Pts | J | V | E | D | GM | GS | +/- |
| -------------------- | --- | - | - | - | - | -- | -- | --- |
| Sporting (LS)        | 9   | 3 | 3 | 0 | 0 | 5  | 2  | +3  |
| Trofense (LV)        | 4   | 3 | 1 | 1 | 1 | 2  | 2  | 0   |
| Braga (LS)           | 3   | 3 | 1 | 0 | 2 | 5  | 4  | +1  |
| União de Leiria (LS) | 1   | 3 | 0 | 1 | 2 | 3  | 7  | -4  |

| (Liga)Equipa 1       | Resultado | Equipa 2(Liga)       |
| -------------------- | --------- | -------------------- |
| (LS) União de Leiria | 1 - 1     | Trofense (LV)        |
| (LS) Sporting        | 2 - 1     | Braga (LS)           |
| (LS) Trofense        | 1 - 0     | Braga (LS)           |
| (LS) União de Leiria | 1 - 2     | Sporting (LS)        |
| (LV) Trofense        | 0 - 1     | Sporting (LS)        |
| (LS) Braga           | 4 - 1     | União de Leiria (LS) |

| 3 de Janeiro | União de Leiria        | 1 - 1     | Trofense | Estádio Dr. Magalhães Pessoa, Leiria |
| 16:00        | Tiago Luís Martins 81' | Relatório | Silas 3' | Público: 527 Árbitro: Jorge Tavares  |

| 3 de Janeiro | Sporting                        | 2 - 1     | Braga    | Alvalade XXI, Lisboa                 |
| 20:15        | Saleiro 35' · Miguel Veloso 64' | Relatório | Alan 49' | Público: 12,330 Árbitro: Jorge Sousa |

| 13 de Janeiro | Trofense   | 1 - 0     | Braga | Estádio Clube Desportivo Trofense  |
| 18:00         | Mércio 38' | Relatório |       | Público: 857 Árbitro: Bruno Paixão |

| 13 de Janeiro | União de Leiria | 1 - 2     | Sporting                             | Estádio Dr. Magalhães Pessoa, Leiria      |
| 21:15         | Carlão 70'      | Relatório | João Pereira 16' · Miguel Veloso 36' | Público: 2,748 Árbitro: Artur Soares Dias |

| 23 de Janeiro | Trofense | 0 - 1     | Sporting    | Estádio Clube Desportivo Trofense   |
| 20:15         |          | Relatório | Liédson 36' | Público: 4,915 Árbitro: Paulo Costa |

| 23 de Janeiro | Braga                                                   | 4 - 1     | União de Leiria | Estádio Municipal de Braga, Braga     |
| 20:15         | Rafael Bastos 22' · Peña 38' · Matheus 42' · Paulão 68' | Relatório | Cássio 9'       | Público: 2,391 Árbitro: Bruno Esteves |

### Grupo C
| Equipa (Liga)             | Pts | J | V | E | D | GM | GS | +/- |
| ------------------------- | --- | - | - | - | - | -- | -- | --- |
| Benfica (LS)              | 7   | 3 | 2 | 1 | 0 | 4  | 2  | +2  |
| Rio Ave (LS)              | 4   | 3 | 1 | 1 | 1 | 4  | 4  | 0   |
| Nacional da Madeira (LS)  | 4   | 3 | 1 | 1 | 1 | 2  | 2  | 0   |
| Vitória de Guimarães (LS) | 1   | 3 | 0 | 1 | 2 | 2  | 4  | -2  |

| (Liga)Equipa 1            | Resultado | Equipa 2(Liga)            |
| ------------------------- | --------- | ------------------------- |
| (LS) Vitória de Guimarães | 1 - 2     | Rio Ave (LS)              |
| (LS) Benfica              | 1 - 0     | Nacional da Madeira (LS)  |
| (LS) Rio Ave              | 1 - 1     | Nacional da Madeira (LS)  |
| (LS) Vitória de Guimarães | 1 - 1     | Benfica (LV)              |
| (LS) Rio Ave              | 1 - 2     | Benfica (LS)              |
| (LS) Nacional da Madeira  | 1 - 0     | Vitória de Guimarães (LV) |

| 3 de Janeiro | Vitória de Guimarães | 1 - 2     | Rio Ave                      | Estádio D. Afonso Henriques, Guimarães |
| 16:00        | Moreno 30'           | Relatório | Wesllem 72' · João Tomás 77' | Público: 6,842 Árbitro: João Ferreira  |

| 3 de Janeiro | Benfica     | 1 - 0     | Nacional da Madeira | Estádio da Luz, Lisboa                        |
| 20:15        | Saviola 78' | Relatório |                     | Público: 17,684 Árbitro: Olegário Benquerença |

| 13 de Janeiro | Rio Ave        | 1 - 1     | Nacional da Madeira | Estádio dos Arcos, Vila do Conde |
| 17:300        | João Tomás 20' | Relatório | Edgar Costa 15'     | Árbitro: Duarte Gomes            |

| 13 de Janeiro | Vitória de Guimarães | 1 - 1     | Benfica            | Estádio D. Afonso Henriques, Guimarães |
| 20:15         | Douglas 59'          | Relatório | Fábio Coentrão 75' | Público: 4,318 Árbitro: Carlos Xistra  |

| 23 de Janeiro | Rio Ave               | 1 - 2     | Benfica                           | Estádio dos Arcos, Vila do Conde      |
| 20:15         | Bruno Gama 54' (g.p.) | Relatório | Carlos Martins 49' · Di María 76' | Público: 7,555 Árbitro: Cosme Machado |

| 23 de Janeiro | Nacional da Madeira | 1 - 0     | Vitória de Guimarães | Estádio da Madeira, Funchal            |
| 20:15         | Juliano 56'         | Relatório |                      | Público: 739 Árbitro: Lucílio Baptista |

Legenda:
- LV - Liga de Honra

## Melhor 2º classificado
O melhor dos três segundo classificados também se apurou para as meias-finais
| Grupo | Equipa (Liga)             | Pts | J | V | E | D | GM | GS | +/- |
| ----- | ------------------------- | --- | - | - | - | - | -- | -- | --- |
| A     | Académica de Coimbra (LS) | 7   | 3 | 2 | 1 | 0 | 3  | 1  | +2  |
| C     | Rio Ave (LS)              | 4   | 3 | 1 | 1 | 1 | 4  | 4  | 0   |
| B     | Trofense (LV)             | 4   | 3 | 1 | 1 | 1 | 2  | 2  | 0   |